# 晚酌的流派
《晚酌的流派》是2022年7月2日（1日深夜）到8月20日（19日深夜），在東京電視網「電視劇25」播放的深夜電視劇。主演為栗山千明。
本作除了以一名在不動產公司上班的女性為了創造出能在每晩品嚐到最棒的一杯酒的條件為主題之外，也包含在家喝酒時品嘗主角親自烹煮的下酒菜的美食劇，以及料理節目的要素。作菜以及晩酌的場景都會搭配栗山飾演的美幸的旁白（獨角戲）作為點綴。
第3話以後，因為三得利・金麥啤酒成為協力贊助商，所以本編中也有播出聯名合作的業配廣告。
2022年12月31日（30日深夜）0時30分開始在同局系列播放『晚酌的流派 年末特別版～一年的最後，要品嘗最棒的一杯～』。
2023年7月8日（7日深夜）至9月23日（22日深夜），續作『晚酌的流派2』在同時段播出。
2024年6月29日（28日深夜）至9月21日（20日深夜）續作『晚酌的流派3』在同時段播出。
2025年6月28日（27日深夜）起續作『晚酌的流派4 〜夏篇〜』在同時段播出。同年10月起續作『晚酌的流派4 〜秋・冬編〜』在同時段播出。

## 登場人物

### 主要人物
伊澤美幸
演 - 栗山千明
本作主角。不動產公司「希望之屋」雪谷店的營業負責人。
必定會準時下班，為了享受到最棒的晩酌的而會毫不保留地努力準備。另外，會在附近的超市購入便宜的食材並進行料理，以作為自己的下酒菜。

### 希望之屋
島村直人
演 - 武田航平
美幸的後輩。
富川葵
演 - 辻凪子
美幸的後輩。
海野二郎
演 - 岡山一
分店長。美幸的上司。

### 其他人物
牛場
演 - 馬場裕之（搞笑團體‧機器人）
美幸常去的超市「ツルマート」的店員。
第二季中，從雪谷店調動到品川2號店，但偶然下卻成為距離美幸搬家處（品川區旗之台周圍）最近的店舖。
珍山
演 - 三宅康敏（第二季、第三季、第四季）
「ツルマート」品川2號店店長。
魚子
演 - 友近（第三季）
魚店「魚近」的店主。
肉山
演 - 土屋伸之（第三季、第四季）
肉店「ナイスミート」的店主。大學時期主修心理學。
中久保八百子
演 - 大久保佳代子（第三季、第四季）
蔬果店「やさいの中久保」的店主。
雪
演 - 大角Yuki（第三季、第四季）
八百子的女兒。
泰
演 - 本宮泰風（第四季）
鮮魚店「雪谷統一」の店員。
彰
演 - 大橋彰（第四季）
鮮魚店「雪谷統一」的店長。泰的哥哥。
王子流星
演 - 忍成修吾（第四季）
競爭對手不動產公司「Top Housing」的職員。
池谷
演 - 富家規政（第四季）
競爭對手不動產公司「Top Housing」的支店長。

### 客串

#### 第一季
第1話
- 大山田健 - 石倉三郎
- 優菜 - 堂之下沙羅
- 小圓 - 坂野真理

第2話
- 玲奈 - 橋本梨菜
- 真紀子 - 大高洋子
- 瑠香 - 今川宇宙

第3話
- 若松 - 市原洋
- 可憐 - 橋本萌花
- 愛華 - 小山莉奈
- 八木 - 上野勇希
- 誠也 - 三島涼
- 優子 - 柿弘美

第4話
- 大沼 - 小暮廣宣
- 外送員- 北代祐太

第5話
- 鈴木 - 星田英利

第6話
- 不動產店的客人 - 木村知貴
- 剛田龍二 - 鬼倉龍大

第7話
- 天野雫 - 尾碕真花
- 大津 - 藤代太一

第8話
- 櫻子 - 須藤温子
- 蓮 - 別紙慶一
- 角色名不明 - 鈴木理学，田中流瑠，岩永ひひお，シフォン大喜

年末特別版
- 末永 - 片桐仁
- 玉田 - モロ師岡

#### 第二季
第1話
- 高見澤 - 青柳翔[9]

第2話
- 酒井 - 岡田義德
- 翔太 - 押田岳
- 舞 - 大串有希
- 發傳單的女性 - 島袋明希子
- 訓練員 - 大場美和
- 烤鳥店的店員 - 内藤聖羽

第3話
- 聖羅 - 井筒しま
- 亞矢子 - 秋山楓果
- 保齡球館的店員 - 龍真
- 婆婆1 - 竹下かおり
- 婆婆2 - 正木佐和

第4話
- 宇津井 - 村上純（しずる）
- 泉陽子 - 奧山佳惠
- 上班族 - 赤松新

第5話
- 荷西 - 源ガブリエル

第6話
- 影山 - 槙尾ユウスケ（かもめんたる）

第7話
- 中本 - 駒木根隆介

第8話
- 聰子 - 前田亞季
- 蘭帕德 - ブンシリ

第10話
- 島村遙 - 內田慈[10]（第12話）

第11話
- 博多羽丸 - 博多華丸（博多華丸・大吉）[10]

第12話
- 早乙女 - 吉田晴登[10]

## 工作人員
- 原案・企画・製作人・導演[a]：松本拓（東京電視台）[1][8]
- 劇本
  - 第一季、第二季：政池洋佑[1][8]
  - 第三季：政池洋佑、當銘啓太
  - 第四季：政池洋佑、當銘啓太、丸山惠、阿部沙耶佳、中川千英子
- 配樂：渡邊崇[11]
- 片頭曲
  - 第一季：yonawo「yugi」（大西洋唱片 / 日本華納音樂）[12]
  - 第二季：yonawo（大西洋唱片 / 日本華納音樂）[13]
  - 第三季：がらり
  - 第四季：水平線
- 片尾曲
  - 第一季：the pullovers「なんでもないルーティーン」（SKID ZERO）[11]
  - 第二季：佐藤千亞妃「Cheers!Cheers!」（A.S.A.B）[13]
  - 第三季：Tielle「happy-go-lucky」（日本華納音樂）
  - 第四季：高嶺撫子「ライフクエスト」（Victor Entertainment)
- 導演
  - 第一季：二宮崇[1]
  - 第二季：二宮崇、佐藤リョウ[8]
  - 第三季：北畑龍一、松本拓、丸山惠、佐藤リョウ、小山亮太
  - 第四季：北畑龍一、宮脇亮、佐藤リョウ
- 料理監製：馬場裕之（搞笑團體‧機器人）[7]
- 制作協力：三得利
- 製作人
  - 第一季：倉地雄大（東京電視台）、勝俣円（DASH）、鶴田紫央里（DASH）、新谷朋成（DASH）[11]
  - 第二季：正井彩夏（東京電視台）、勝俣円（DASH）、中村崇（DASH）[8]
  - 第三季：丸山惠（東京電視台）、勝俣円（DASH）、永崎真甲（DASH）
  - 第四季：松本拓（東京電視台）、野部真悠（東京電視台）、前田茂司（樂映舍）、小松俊喜（樂映舍）、北畑龍一（樂映舍）、山村淳史（T-REX FILM）、澤田賢一（Kartz Media Work）
- 製作
  - 第一季、第二季、第三季：東京電視台、DASH股份有限公司[11][8]
  - 第四季：東京電視台、樂映舍
- 製作著作：「晚酌的流派」製作委員會[11]

## 播放日程
| 話數   | 播放日        | 標題                       | 導演   |
| ------ | ------------- | -------------------------- | ------ |
| 第1話  | 2022年7月02日 |                            | 二宮崇 |
| 第2話  | 7月09日       | 家烤肉                     | 二宮崇 |
| 第3話  | 7月16日       | 台灣乾拌麵                 | 松本拓 |
| 第4話  | 7月23日       | 冷凍餃子以及薑汁燒肉       | 二宮崇 |
| 第5話  | 7月30日       | 鴨南蠻蕎麥麵・棒棒雞蕎麥麵 | 松本拓 |
| 第6話  | 8月06日       | 韓國料理                   | 二宮崇 |
| 第7話  | 8月13日       | 番茄壽喜燒                 | 松本拓 |
| 第8話  | 8月20日       | 最棒的晚酌是……             | 二宮崇 |
| 年末SP | 12月31日      | 一年的最後，最棒的一杯     | 松本拓 |

| 話數   | 播放日        | 標題                   | 導演       |
| ------ | ------------- | ---------------------- | ---------- |
| 第1話  | 2023年7月08日 | 蒜香豬排以及海鮮爆彈煎 | 松本拓     |
| 第2話  | 7月15日       | 家烤雞肉串             | 松本拓     |
| 第3話  | 7月22日       | 家壽司                 | 二宮崇     |
| 第4話  | 7月29日       | 什錦燒以及蔥燒         | 二宮崇     |
| 第5話  | 8月05日       | 西班牙料理             | 松本拓     |
| 第6話  | 8月12日       | 2種類的醬汁拌素麵      | 佐藤リョウ |
| 第7話  | 8月19日       | 家中平民中華料理       | 佐藤リョウ |
| 第8話  | 8月26日       | 泰國料理               | 二宮崇     |
| 第9話  | 9月02日       | 竹莢魚全餐             | 松本拓     |
| 第10話 | 9月09日       | 烤肉涮涮鍋             | 松本拓     |
| 第11話 | 9月16日       | 博多料理               | 二宮崇     |
| 第12話 | 9月23日       | 最棒的晩酌             | 二宮崇     |

| 話數   | 播放日        | 標題                                 | 編劇     | 導演       |
| ------ | ------------- | ------------------------------------ | -------- | ---------- |
| 第1話  | 2024年6月29日 | 柳葉魚ajillo以及豬肉泡菜             | 政池洋佑 | 北畑龍一   |
| 第2話  | 7月06日       | 惡魔風香煎雞排                       | 當銘啓太 | 北畑龍一   |
| 第3話  | 7月13日       | 豬肉味噌壽喜燒                       | 政池洋佑 | 北畑龍一   |
| 第4話  | 7月20日       | 980圓鰻魚全餐                        | 當銘啓太 | 松本拓     |
| 第5話  | 7月27日       | 咖喱火鍋                             | 政池洋佑 | 松本拓     |
| 第6話  | 8月10日       | 豬肉小肉丸佐蘿蔔乾絲香蒜辣椒義大利麵 | 政池洋佑 | 北畑龍一   |
| 第7話  | 8月17日       | 鮭魚刷刷鍋                           | 政池洋佑 | 丸山恵     |
| 第8話  | 8月24日       | 莎莎醬牛排                           | 當銘啓太 | 小山亮太   |
| 第9話  | 8月31日       | 排骨擔擔麵                           | 當銘啓太 | 佐藤リョウ |
| 第10話 | 9月07日       | 夏季蔬菜全餐                         | 當銘啓太 | 北畑龍一   |
| 第11話 | 9月14日       | 高麗菜燒賣                           | 政池洋佑 | 佐藤リョウ |
| 第12話 | 9月21日       | 義式生牛肉片                         | 政池洋佑 | 松本拓     |

| 話數  | 播放日        | 標題 | 編劇                | 導演     |
| ----- | ------------- | ---- | ------------------- | -------- |
| 第1話 | 2025年6月28日 |      | 政池洋佑            | 北畑龍一 |
| 第2話 | 7月05日       |      | 阿部沙耶佳 北畑龍一 | 北畑龍一 |
| 第3話 | 7月12日       |      | 丸山恵              | 宮脇亮   |

### 出處
1. 1 2 3 4  . Eiga Natalie. 2022-05-20  [2022-05-21]. （原始内容存档于2023-07-29） （日语）.
2. 1 2  . TVerプラス. TVer. 2022-06-30  [2022-07-02]. （原始内容存档于2023-07-29）.
3. ↑  . Eiga Natalie. 2022-12-15  [2022-12-15]. （原始内容存档于2023-01-25） （日语）.
4. 1 2  . ORICON NEWS. 2023-05-14  [2023-05-14]. （原始内容存档于2023-05-24） （日语）.
5. ↑  . Eiga Natalie. 2024-05-16  [2024-05-16] （日语）.
6. ↑  . Eiga Natalie. 2025-06-06  [2025-07-13] （日语）.
7. 1 2 3 4 5  . ORICON NEWS. oricon ME. 2022-06-21  [2022-06-21]. （原始内容存档于2023-04-07）.
8. 1 2 3 4 5 6 7 8 9  . TV LIFE web. ワン・パブリッシング. 2023-05-14  [2023-05-14]. （原始内容存档于2023-06-10）.
9. ↑  . TV LIFE web. ワン・パブリッシング. 2023-06-30  [2023-07-08]. （原始内容存档于2023-07-08）.
10. 1 2 3
11. 1 2 3 4 5  . BARKS. ジャパンミュージックネットワーク. 2022-06-24  [2022-06-25]. （原始内容存档于2023-07-29）.
12. ↑  . BARKS. ジャパンミュージックネットワーク. 2022-06-27  [2022-06-27]. （原始内容存档于2023-07-29）.
13. 1 2  . ORICON NEWS. oricon ME. 2023-06-20  [2023-06-20]. （原始内容存档于2023-06-25）.
14. ↑  .   [2023-08-07]. （原始内容存档于2023-08-07）.
15. ↑  .   [2023-08-04]. （原始内容存档于2023-07-07）.

## 外部連結
- 【電視劇25】晚酌的流派｜東京電視台 （页面存档备份，存于）
- 【電視劇25】晚酌的流派2｜東京電視台 （页面存档备份，存于）
- 【電視劇25】晚酌的流派3｜東京電視台 （页面存档备份，存于）
- 【電視劇25】晚酌的流派4 〜夏篇〜｜東京電視台
  - 電視劇25「晚酌的流派」【東京電視台官方推特】的X（前Twitter）
  - 電視劇25「晚酌的流派」【東京電視台官方IG】的Instagram帳戶
  - 電視劇25「晚酌的流派」【東京電視台官方TikTok】的TikTok

| 日本 東京電視台 電視劇25                 | 日本 東京電視台 電視劇25                       | 日本 東京電視台 電視劇25                  |
| ---------------------------------------- | ---------------------------------------------- | ----------------------------------------- |
|                                          | 晚酌的流派 （2022年7月2日－8月20日）           |                                           |
| 網購美食宅幸福 （2022年4月9日－6月25日） | 絕美食之路 Season2 （2022年8月27日－10月15日） |                                           |
| 呆萌酷男孩 （2023年4月15日－7月1日）     | 晚酌的流派2 （2023年7月8日－9月23日）          | 小麥的滿腹記 （2023年9月30日－10月7日）   |
| 沒有季節的城市 （2024年4月6日－6月8日）  | 晚酌的流派3 （2024年6月29日－9月21日）         | 絕美食之路 （2024年12月21日－12月28日）   |
| 風之福島 （2025年1月11日－3月29日）      | 晚酌的流派4 〜夏篇〜 （2025年6月28日－）       | 晚酌的流派4 〜秋・冬篇〜 （2025年10月－） |